# Robert Stieler (Bildhauer)
Robert Stieler (* 1911 in Berlin; † 1967 in Ziegelhausen) war ein deutscher Bildhauer.

## Leben
Robert Stieler war Meisterschüler von Fritz Klimsch und anschließend von Richard Scheibe an der Preußischen Akademie der Künste. Er hatte seine künstlerisch erfolgreichste Zeit in den 1930er Jahren. Am 7. Januar 1935 gewann er den Großen Staatspreis der Akademie der Künste und wurde in der Fachliteratur als vielversprechendes Talent einer neuen Bildhauergeneration gewürdigt. Die Skulpturen stellen häufig nackte Sportler wie zum Beispiel „Faustkämpfer“ oder „Athlet“ dar. 1935/1936 Stipendiaten-Aufenthalt in der Villa Massimo in Rom.

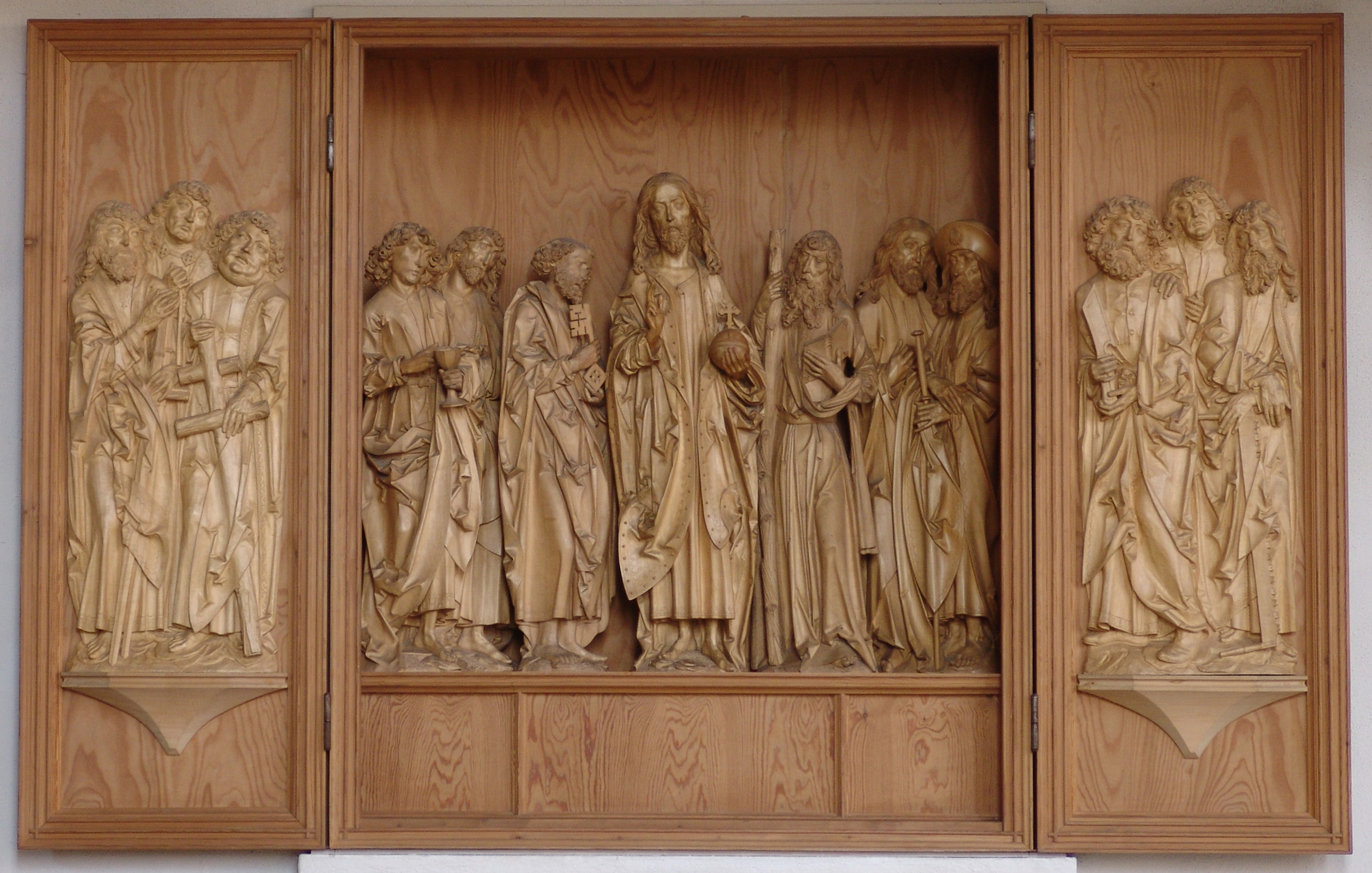
Kopie des Zwölfbotenaltars

Nach dem Zweiten Weltkrieg war Stieler als Steinmetz und Restaurator in Südwestdeutschland tätig. 1956 schuf er zwei große Sandsteintafeln mit den Namen der aus der evangelischen Kirchengemeinde in Mannheim-Friedrichsfeld in den beiden Weltkriegen umgekommenen und vermissten Gemeindeglieder.
Von 1951 bis zu seinem Tod 1967 arbeitete Robert Stieler für die Bad Windsheimer Kirchengemeinde an einer Kopie des Zwölfbotenaltars von Tilman Riemenschneider. In dieser Zeit fertigte er den Mittelschrein an und begann mit dem rechten Seitenflügel. Von 1968 bis 1970 wurde die Riemenschneiderkopie dann von dem Würzburger Bildhauer Anton Johann Rausch vollendet und steht seit 1988 in der Seekapelle zu Bad Windsheim.